# Nancy Gustafson (sciatrice)
Nancy Gustafson (Pittsfield, 1964) è una sciatrice alpina statunitense che ha gareggiato nello sci alpino paralimpico. Ha vinto otto medaglie nei Giochi paralimpici invernali, tra gli anni 1988 e 1994.

## Biografia
Originaria di Pittsfield, nella Contea di Somerset, nel Maine, viene considerata una delle migliori sciatrici paralimpiche di tutti i tempi. Ex capitana della squadra di ski dell'Università del New Hampshire L'ex capitana della squadra di sci dell'Università del New Hampshire, ha una paralisi al braccio sinistro.

## Carriera
Nell'open femminile ai Campionati nazionali di sci per disabili Huntsman Cup a gennaio 1996, Nancy Gustafson è arrivata prima in 64.27, seguita da Sarah Billmeier con un tempo di 64.99 e Jennifer Kelchner in 66.50. Ai Campionati del mondo del 1990 ha vinto tutti e cinque gli eventi e nel 1994 a Lillehammer ha conquistato quattro ori.

## Palmarès

### Paralimpiadi
- 8 medaglie:
  - 7 ori (discesa libera, slalom e slalom gigante categoria LW5/7,6/8 a Tignes 1992[3]; discesa libera, slalom, slalom gigante e supergigante categoria LW6/8 a Lillehammer 1994[4])
  - 1 argento (discesa libera categoria LW6/8 a Innsbruck 1988)[5]